# Requena (España)
Requena es un municipio español situado en la comarca Requena-Utiel, en la parte interior occidental de la provincia de Valencia, en el interior de la Comunidad Valenciana. Entre los siglos XIII y XIX perteneció a Castilla, en concreto a la extensa provincia de Cuenca y por ello su territorio es conocido como la «Valencia castellana». Su término municipal se extiende por una gran parte de la cuenca superior del río Magro y es uno de los más extensos de España con una superficie de 814,46 km², siendo el mayor término municipal de la Comunidad Valenciana. Cuenta con una población de 20 740 habitantes (INE 2024). Se trata de un municipio castellanohablante, en el que el castellano cuenta con el predominio lingüístico reconocido legalmente.

## Geografía

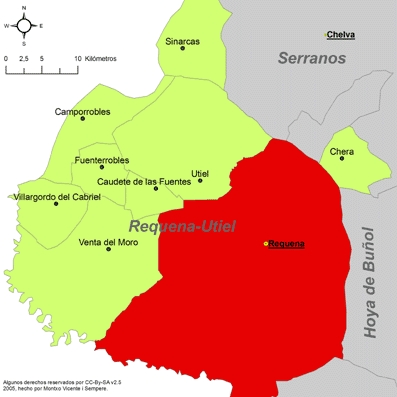
Localización de Requena dentro de la comarca de Requena-Utiel

Está integrado en la comarca interior de Requena- Utiel situándose a 70 kilómetros de Valencia, a 102 kilómetros de Albacete, a 130 kilómetros de Teruel y 142 kilómetros de Cuenca. El término municipal está atravesado por la autovía del Este (A-3) entre los pK 280 y 300, además de por las carreteras N-322, que la une con Albacete, y por la N-330, entre los pK 150 y 185, que se dirige hacia Almansa y Teruel.
El relieve se caracteriza por la prolongación de la meseta castellana en el interior de la provincia de Valencia, una llanura con algunas sierras pertenecientes a la cordillera del sistema Ibérico que las separan de las comarcas adyacentes. El límite suroccidental lo marca el río Cabriel con profundas gargantas. Por el sureste se eleva la sierra Martés, que con una altura máxima de 1086 m es una de las últimas elevaciones del sistema Ibérico y hace de límite con el valle del Júcar (comarca del valle de Ayora). Al este, la sierra de las Cabrillas, otra elevación del sistema Ibérico valenciano, conecta con la comarca de Hoya de Buñol. Por el noreste, la sierra del Negrete, con los picos del Tejo (1250 m), Cinco Pinos (1177 m) y Juan Navarro (1164 m), la separan de las serranías del Turia (comarca de Los Serranos). Finalmente, por el noroeste y el este tiene continuación la altiplanicie. El río Magro es uno de los accidentes más destacados de la comarca, que procedente de Utiel discurre entre las sierras del sureste hacia el río Júcar.
El núcleo urbano se alza a 692 m sobre el nivel del mar. 
| Noroeste: Caudete de las Fuentes y Utiel                                     | Norte: Utiel, Chelva y Loriguilla (exclave)                       | Noreste: Chera                     |
| Oeste: Venta del Moro                                                        |                                                                   | Este: Siete Aguas y Buñol          |
| Suroeste: Casas-Ibáñez (Albacete), Alborea (Albacete), Villatoya (Albacete), | Sur: Casas de Ves (Albacete), Balsa de Ves (Albacete) y Cofrentes | Sureste: Yátova y Cortes de Pallás |

### Aldeas o pedanías
Integran el municipio 25 aldeas o pedanías (con su número de habitantes en 2023) y código postal correspondiente:
| Población en las pedanías de Requena |                   |             |
| Pedanía                              | Habitantes (2023) | Cod. postal |
| El Azagador                          | 42                | 46357       |
| Barrio Arroyo                        | 88                | 46390       |
| Calderón                             | 31                | 46390       |
| Campo Arcís                          | 408               | 46352       |
| Casas de Cuadra                      | 10                | 46353       |
| Casas de Eufemia                     | 103               | 46352       |
| Casas de Sotos                       | 13                | 46355       |
| Casas del Río                        | 37                | 46356       |
| Los Cojos                            | 95                | 46354       |
| El Derramador                        | 51                | 46390       |
| Los Duques                           | 88                | 46352       |
| Fuen Vich                            | 1                 | 46355       |
| Hortunas                             | 32                | 46357       |
| Los Isidros                          | 308               | 46354       |
| Las Nogueras                         | 14                | 46351       |
| Los Pedrones                         | 151               | 46355       |
| Penén de Albosa                      | 15                | 46354       |
| El Pontón                            | 469               | 46357       |
| La Portera                           | 126               | 46357       |
| El Rebollar                          | 132               | 46391       |
| Roma                                 | 80                | 46390       |
| Los Ruices                           | 43                | 46353       |
| San Antonio                          | 1817              | 46390       |
| San Juan                             | 148               | 46390       |
| Villar de Olmos                      | 17                | 46351       |

Datos facilitados por el Instituto Nacional de Estadística (I.N.E.) y por la Sociedad Estatal de Correos y Telégrafos S.A. (Correos).

### Clima
El clima es de tipo mediterráneo continental, caracterizado por unos notables contrastes térmicos y de precipitación. Los veranos son muy calurosos en comparación con las áreas litorales aunque las temperaturas son más acusadas, siendo frecuente que se alcancen valores superiores a los 35 °C. Los contrastes térmicos son tanto interestacionales como entre el día y la noche, como ocurre con las frescas noches de verano en oposición a las altas temperaturas registradas durante el día. A su vez, los inviernos son significantemente más largos que en la costa y comparativamente mucho más fríos, pudiendo registrarse varios días al año temperaturas inferiores a los -5 °C durante los años más fríos. La precipitación anual media está comprendida entre los 400–500 mm, si bien estos valores son variables de un año a otro. Durante el invierno no son raras las precipitaciones en forma de nieve mientras que en las últimas semanas de verano son frecuentes las tormentas, algunas veces acompañadas de granizo.
| Parámetros climáticos promedio de Requena | Parámetros climáticos promedio de Requena | Parámetros climáticos promedio de Requena | Parámetros climáticos promedio de Requena | Parámetros climáticos promedio de Requena | Parámetros climáticos promedio de Requena | Parámetros climáticos promedio de Requena | Parámetros climáticos promedio de Requena | Parámetros climáticos promedio de Requena | Parámetros climáticos promedio de Requena | Parámetros climáticos promedio de Requena | Parámetros climáticos promedio de Requena | Parámetros climáticos promedio de Requena | Parámetros climáticos promedio de Requena |
| Mes                                       | Ene.                                      | Feb.                                      | Mar.                                      | Abr.                                      | May.                                      | Jun.                                      | Jul.                                      | Ago.                                      | Sep.                                      | Oct.                                      | Nov.                                      | Dic.                                      | Anual                                     |
| ----------------------------------------- | ----------------------------------------- | ----------------------------------------- | ----------------------------------------- | ----------------------------------------- | ----------------------------------------- | ----------------------------------------- | ----------------------------------------- | ----------------------------------------- | ----------------------------------------- | ----------------------------------------- | ----------------------------------------- | ----------------------------------------- | ----------------------------------------- |
| Temp. máx. media (°C)                     | 10.6                                      | 11.5                                      | 16.0                                      | 18.3                                      | 21.7                                      | 27.8                                      | 31.3                                      | 31.1                                      | 26.8                                      | 20.2                                      | 14.2                                      | 11.0                                      | 20.0                                      |
| Temp. mín. media (°C)                     | 0.2                                       | 0.6                                       | 3.0                                       | 5.8                                       | 9.6                                       | 13.0                                      | 15.1                                      | 15.4                                      | 13.3                                      | 9.5                                       | 4.1                                       | 1.0                                       | 7.5                                       |
| Lluvias (mm)                              | 27                                        | 29                                        | 36                                        | 44                                        | 49                                        | 39                                        | 16                                        | 21                                        | 44                                        | 56                                        | 43                                        | 33                                        | 437                                       |
| [cita requerida]                          |                                           |                                           |                                           |                                           |                                           |                                           |                                           |                                           |                                           |                                           |                                           |                                           |                                           |

## Historia

### Fundación
Las excavaciones arqueológicas realizadas en el interior de la Fortaleza y en la plaza del Castillo (antigua plaza de Armas) con motivo de la rehabilitación de ambas, permitieron fijar los primeros indicios de población y el origen de la ciudad en el siglo VII a. C., debido a la presencia de esculturas y cerámicas de la Primera Edad del Hierro-Ibérico Antiguo.
En dichas excavaciones se halló además una gran habitación de planta rectangular y una serie de hogares de arcilla asociados a ella, así como cerámicas típicas de este período; tinajas, lebes, ánforas, etc. lisas o decoradas del Ibérico Pleno, siglos IV-III a. C.

### Era romana
Otro momento cronológico corresponde a la época imperial romana de entre los siglos II a. C. al II d. C. basado en la recuperación de materiales de construcción como tejas, ladrillos romboidales, ánforas, así como una serie de silos de planta circular junto a un horno de fábrica de ladrillos y mortero de cal. También se hallaron tres aljibes con muro y pavimentos de Opus Signinum.[cita requerida]

### Edad Media
Entra a formar parte de los reinos musulmanes siendo conocida la ciudad como Rakka'na, y ya aparece así citada documentalmente en las crónicas sobre los itinerarios seguidos por las tropas del Califato de Córdoba a mediados del siglo X.
Desde el siglo XI al XIII perteneció a la Taifa de Valencia, marcando la divisoria con la taifa de Toledo. La Villa fue el primitivo asentamiento y núcleo de población de la ciudad, cuya estructura responde claramente al prototipo de las ciudades hispano-musulmanas. Una de las claves de la historia de Requena fue la función defensiva que tenía, además de ser una ciudad codiciada por su estratégica situación entre la meseta y el litoral.
Fernando III el Santo conquista Requena muy posiblemente en el año 1238, el mismo en que Jaime I el Conquistador entra triunfalmente en Valencia. En Requena se entrevistan los monarcas aragonés y castellano. Uno de los varios encuentros habidos con motivo de los litigios de frontera que tuvieron ambos reinos, y que finalizan con la cesión de Jaime a su yerno Alfonso X el Sabio, de la plaza de Requena, al igual que hizo con Cartagena y Murcia.
El 4 de agosto de 1257, tras la ocupación cristiana de la ciudad por castellanos, recibe de manos de Alfonso X de Castilla la carta puebla y el Fuero de Cuenca para su autogobierno en calidad de territorio de realengo, entrando a formar parte del Reino de Castilla, organizándose la comarca en forma de Comunidad de Villa y Tierra con capital en Requena y convirtiéndose en aduana de Castilla; eclesiásticamente esta zona quedará adscrita al Obispado de Cuenca hasta 1955. En 1264 recibe la concesión de Puerto Seco y Almojarifazgo, por el ganado, la lana y el trigo que pasaban de Castilla a Aragón y viceversa.
En 1369 es ocupada por el rey de Aragón Pedro IV el Ceremonioso, volviendo a manos de Castilla en 1372 con Enrique II. Casi cien años después, en 1467, es nuevamente tomada por el marqués de Villena.
En 1355 Pedro I (el Cruel, o el Justiciero) segrega Utiel de Requena, otorgándole la carta de segregación y el título de Leal Villa.
Con los Reyes Católicos y la permanencia de los dos reinos bajo un mismo monarca a partir de la reina Juana terminaron las guerras por apoderarse de la ciudad.

### Edad Moderna
Carlos I por Real Cédula de 11 de mayo de 1537 concedía la exención a Mira que se constituía nuevamente en villa tras un largo periodo con un funcionamiento de concejo aldeano dentro de la tierra requenense.
Durante la guerra de las Comunidades esta localidad tomará parte en el bando comunero. La villa de Requena y su alfoz, con los capitanes Luis de Cárcel, Juan López y Juan Despejo a la cabeza, se rebela contra Carlos V declarándose en comunidad en noviembre de 1520 hasta febrero o marzo de 1521, cuando la villa fue tomada por los realistas y los tres capitanes comuneros fueron ajusticiados.
A finales del siglo XVIII pierde Venta del Moro, quedando territorialmente como se conoce en la actualidad.
En el siglo XVIII llega a tener 800 telares de seda, convirtiéndose en el cuarto centro sedero de España pasando de una población de 4000 habitantes a casi 10 000.
En 1707 Felipe V concedió a Requena los títulos de Muy Noble, Muy Leal y Fidelísima Villa, obteniendo un primer escudo de ciudad.

### Edad Contemporánea

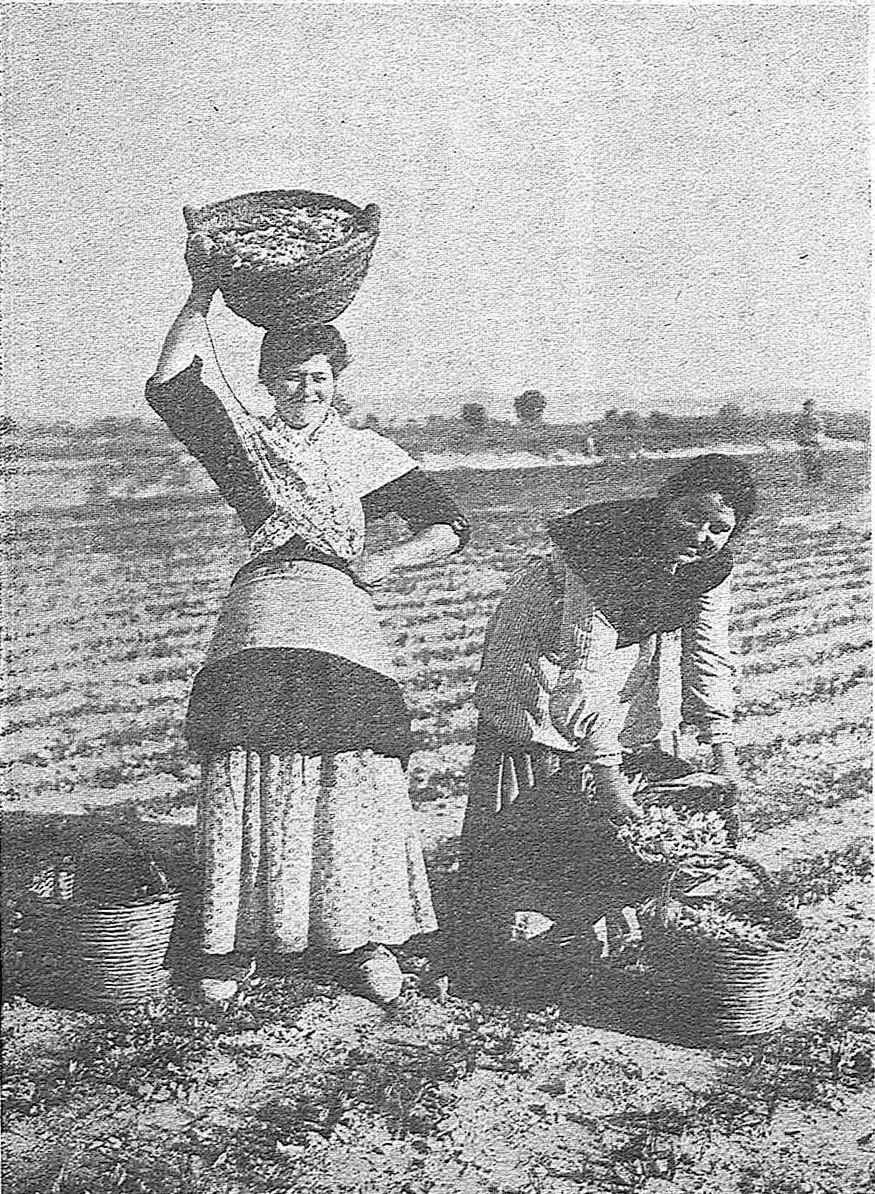
Recolección de azafrán en Requena a comienzos del

En 1836 debido a su apoyo a Isabel II en las guerras carlistas se le concede el título de Muy Noble, Leal y Fidelísima Ciudad de Requena, obteniendo por tanto su segundo nombramiento y escudo como ciudad, además de la Bandera de la Ciudad, con el privilegio La Bandera de Requena no se agacha ante nada ni ante nadie, y una calle dedicada en Madrid, frente al Palacio Real.
Incluida inicialmente en la provincia de Cuenca según la división provincial de Javier de Burgos de 1833, en junio de 1851 pasa a formar parte de la provincia de Valencia en una nueva división provincial española. Las razones de este cambio se basaron más en motivos geográficos y comerciales que en los históricos. Geográficos por la drástica separación que venía representando el río Cabriel, cuyo valle se salvaba con mucha dificultad atravesándolo por carretera en el puerto de Contreras, de modo que el profundo cauce del río sirve de frontera natural entre las provincias de Cuenca y de Valencia, donde penetra por Casas del Río (Requena). Comerciales porque la gran producción vinícola exportable de la comarca de Requena-Utiel tenía que salir por medio del puerto más cercano, que resultaba ser Valencia, dirigido al mercado europeo, principalmente hacia Francia. Los continuos viajes del carguero de bandera suiza Leman, y otros, que transportaban vino a granel entre Valencia y el puerto francés de Sète después de la Segunda Guerra Mundial, indican lo que era la manifestación de una serie de vínculos comerciales de esta comarca con la provincia y el puerto de Valencia.[cita requerida]

### Gota fría de 2024
Artículo principal: Gota fría de 2024 en España
El 29 de octubre de 2024 fuertes inundaciones azotaron a la Comunidad Valenciana en el marco de la gota fría en España, que afectó a múltiples municipios del litoral del mediterráneo y a los que colindan con ríos como el Magro o el Túria. En el caso de Requena, la tragedia golpeó duramente a la localidad, dejando a muchas pedanías incomunicadas debido al derrumbe de puentes, carreteras y a los más de 300 litros de agua por metro cuadrado que se encontraban en diversas zonas del pueblo. Las lluvias torrenciales acabaron muchas de las viviendas, comercios locales y las explotaciones agrícolas, dañando infraestructuras de riego y acequias, lo cual comprometió la producción local.
Dadas estas condiciones, el gobierno de España aprobó una inversión de más de 35 millones de euros para la reparación y reconstrucción de infraestructuras en Requena. Esta financiación cubre el 100 % del coste de las obras y se anticipa íntegramente desde su aceptación, permitiendo al ayuntamiento disponer de los fondos de manera inmediata. Por otra parte, la Generalidad Valenciana ha otorgado ayudas de 3000 euros a agricultores autónomos afectados, sumándose a los 5000 euros previamente concedidos por la Agencia Tributaria. Sin embargo, estas ayudas excluyen a agricultores a tiempo parcial y jubilados, quienes también sufrieron pérdidas significativas.

## Demografía
Requena (España) cuenta con una población de 20 740 habitantes (INE 2024).
| Gráfica de evolución demográfica de Requena entre 1842 y 2021                                                       |
| |
| Población de derecho según los censos de población del INE Población de hecho según los censos de población del INE |

## Economía
Después de la crisis del siglo XIX de la industria sedera, surge en Requena en 1910 la enseñanza enológica con la Estación Enológica de Requena dirigida por Rafael Janini, quien prácticamente define la trayectoria económica que debería seguir la ciudad para sustentarse en el vino.
Continuando la trayectoria vitivinícola, el 16 de noviembre de 1961 se inaugura y comienza a funcionar su Escuela de Enología (en aquella época llamada Escuela de Capataces, Bodegueros y Viticultores de Requena), una de las primeras escuelas enológicas de España, siendo su primer director Jesús Antonio Sánchez-Capuchino y Lloréns. 

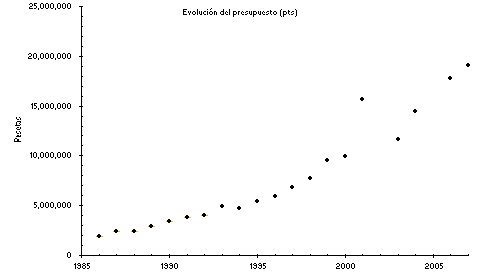
Evolución del presupuesto municipal anual en euros

Desde entonces la ciudad ha basado prácticamente toda su actividad económica en el cultivo de la vid y la mejora en la producción de vinos, siendo en estos momentos con unas 18 000 hectáreas uno de los municipios de España con mayor superficie de cultivos de viñedo y mayor producción vinícola. Junto a sus pueblos vecinos Camporrobles, Caudete de las Fuentes, Fuenterrobles, Siete Aguas, Sinarcas, Utiel, Venta del Moro, y Villargordo del Cabriel conforman la Denominación de Origen Utiel-Requena dedicando en total más de 40 000 hectáreas al monocultivo de la vid, siendo más del 94 % de variedades tintas y el resto blancas.
- Actividad principal: Agrícola.
- Cultivo principal: La vid
- Variedad de uva principal (> 80 %): Bobal.
- Producción de vinos: 1 666 484 Hl.

Aproximadamente el 44 % de la producción de vino en botella se consume dentro de España, mientras que se exporta el resto, siendo el principal importador Alemania, seguido de los Países Bajos y el Reino Unido.
El valor económico de esa producción se cifra en 104 millones de euros.

## Comunicaciones
En Requena-Utiel hay estación de tren.

## Cultura

### Monumentos y lugares de interés

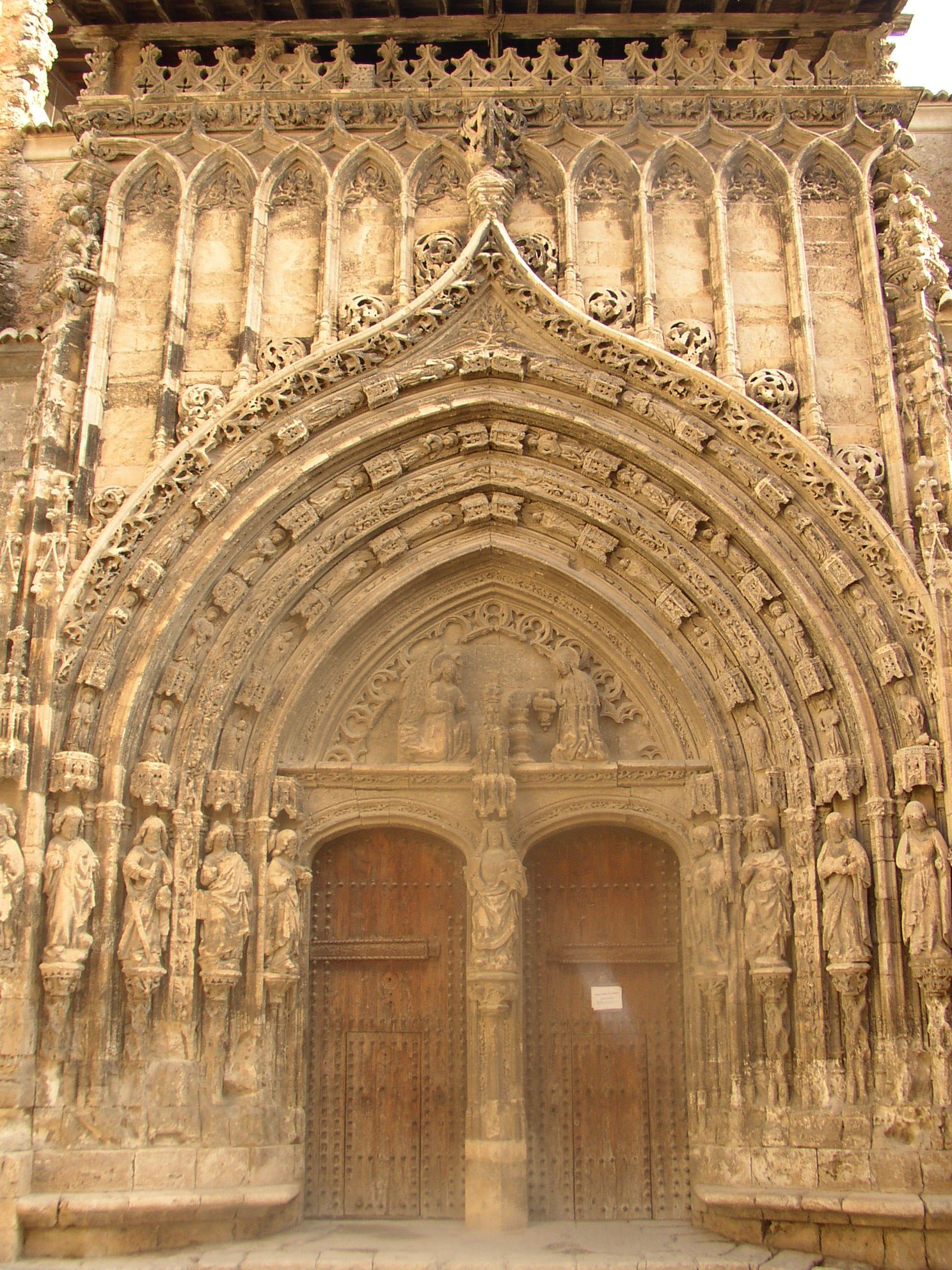
Iglesia de Santa María

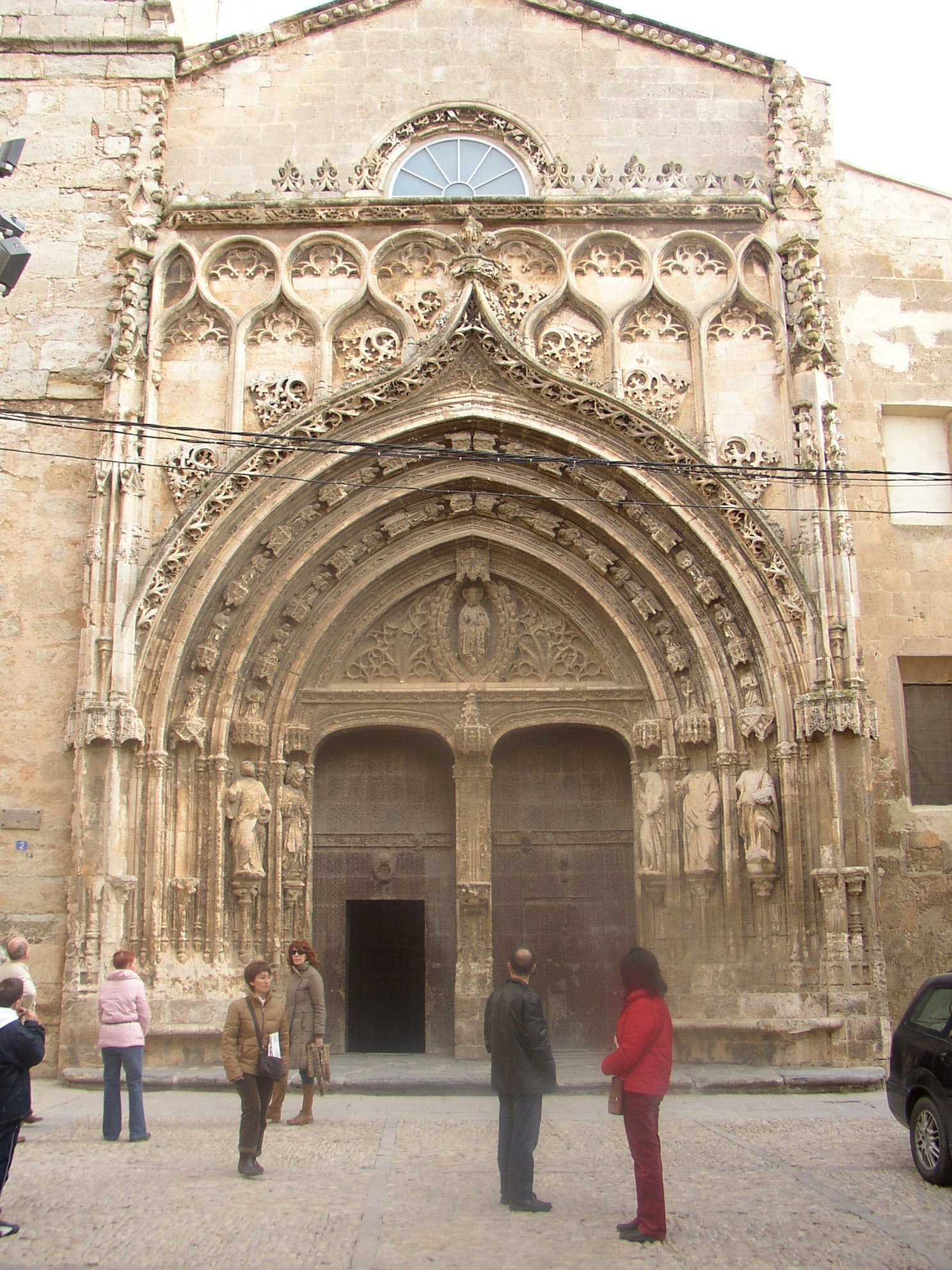
Iglesia del Salvador

- Barrio de La Villa. Recinto medieval. Es el más antiguo de Requena donde se registraron los primeros indicios de población. En época almohade, La Villa adquiere la estructura urbana que corresponde al prototipo de las ciudades hispano-musulmanas. Tiene su base en un promontorio sobreelevado de toba caliza, lo cual le ofrecía un carácter de defensa natural. Su entorno está rodeado por una muralla con sus correspondientes torres defensivas y las diferentes puertas de acceso a la ciudad. El barrio de La Villa fue declarado en 1966 Conjunto Histórico Artístico de carácter nacional.

Están situados en la villa los siguientes edificios, monumentos o lugares característicos:
- Calle de Santa María. En ella se asentaron los Caballeros de la Nómina del Rey, construyendo sus casonas, en las que se pueden apreciar los arcos con dovelas de piedra, puertas originales con jambas, rejas y blasones.
- Callejón de Paniagua. Típico callejón moruno, donde se pueden observar dos de los contrafuertes de la iglesia de San Nicolás, montados sobre arcos apuntados de ladrillos.
- Casa de los Pedrón. Casa noble con derecho de asilo desde la cual reyes como Felipe III y Felipe IV asistieron en varias ocasiones a las celebraciones que se daban lugar en la plaza de La Villa.
- Casa de Santa Teresa. Situada frente a la iglesia de Santa María, recibe su nombre porque en la antigua vivienda se hospedó Santa Teresa de Jesús en una de sus visitas a la ciudad.
- Casa del Arte Mayor de la Seda. Situada en un adarve musulmán o callejón sin salida, en su fachada se puede apreciar el retablo de San Jerónimo (patrón de los sederos).
- Cuesta de las Carnicerías o de San Julián. Abierta en el siglo XV, al cerrar la puerta de Fargalla, constituía una de las puertas de acceso a la ciudad, orientada hacia Valencia.
- Cuesta del Castillo. Es la principal entrada actual al barrio de La Villa, está orientada al norte y la unía al antiguo camino de Castilla. Era el antiguo acceso al recinto de La Alcazaba.
- Cuesta del Cristo. Puerta de salida del recinto amurallado hacia el poniente. Destaca en ella la ermita del Cristo del Amparo con su media naranja barroca.
- Cuesta y Puerta del Ángel. Era una de las puertas de acceso al poblado amurallado. Orientada hacia Toledo por Iniesta.
- Cuevas de La Villa. Construidas por los árabes recorren el subsuelo de la plaza de La Villa y la mayoría de las casas adyacentes. Fueron utilizadas como refugios en las diferentes guerras y como silos para los cereales. Se conservan en ellas elementos para la elaboración de vinos (trullos, piqueras, trulletas, respiraderos y tinajas del siglo XII).
- Ermita de San Sebastián. Situada en la plaza de San Sebastián, en el barrio de Las Peñas donde es patrón. El origen de esta ermita se remonta al siglo XIV cuando fue construido el templo original en este barrio, al que fueron confinados los moriscos y judíos de la población tras la conquista cristiana. Después sufrió varias reformas, conservando en la actualidad el aspecto que recibió tras la ampliación efectuada en 1786.
- Iglesia de San Nicolás. Del siglo XIII es la más antigua de las iglesias de La Villa. Su estilo inicial era gótico, su pórtico quedó destrozado en 1702 en la Guerra de Sucesión, siendo reconstruida en el siglo XVIII en estilo neoclásico. Declarada BIC con la categoría de monumento el 14 de diciembre de 2008.
- Iglesia de Santa María. Del siglo XIV es la más grande de las iglesias de La Villa. De estilo gótico florido isabelino, con una sola nave y capillas adosadas entre sus contrafuertes. En 1931 fue declarada Monumento Nacional.
- Iglesia del Salvador. Edificada sobre el solar de una ermita dedicada a Santa Bárbara, su fundación se atribuye a los tiempos del rey Alfonso XI. Su obra se inició en 1380 y concluyó en 1533. Su fábrica es gótica con tres naves. El pórtico está realizado en estilo gótico florido isabelino. En el siglo XVIII, se realizaron reformas como la capilla de la Comunión, de estilo neoclásico, la Sala de Cabildo de Clérigos y el Coro. El templo fue declarado monumento histórico-artístico y pertenece al Tesoro Archivístico Nacional desde 1931.
- La Alcazaba. Construida por los almohades en el siglo XI está situada en la parte más elevada de La Villa, por razones defensivas, y de la cual se pueden apreciar las dos torres, la muralla y la puerta de acceso al recinto.

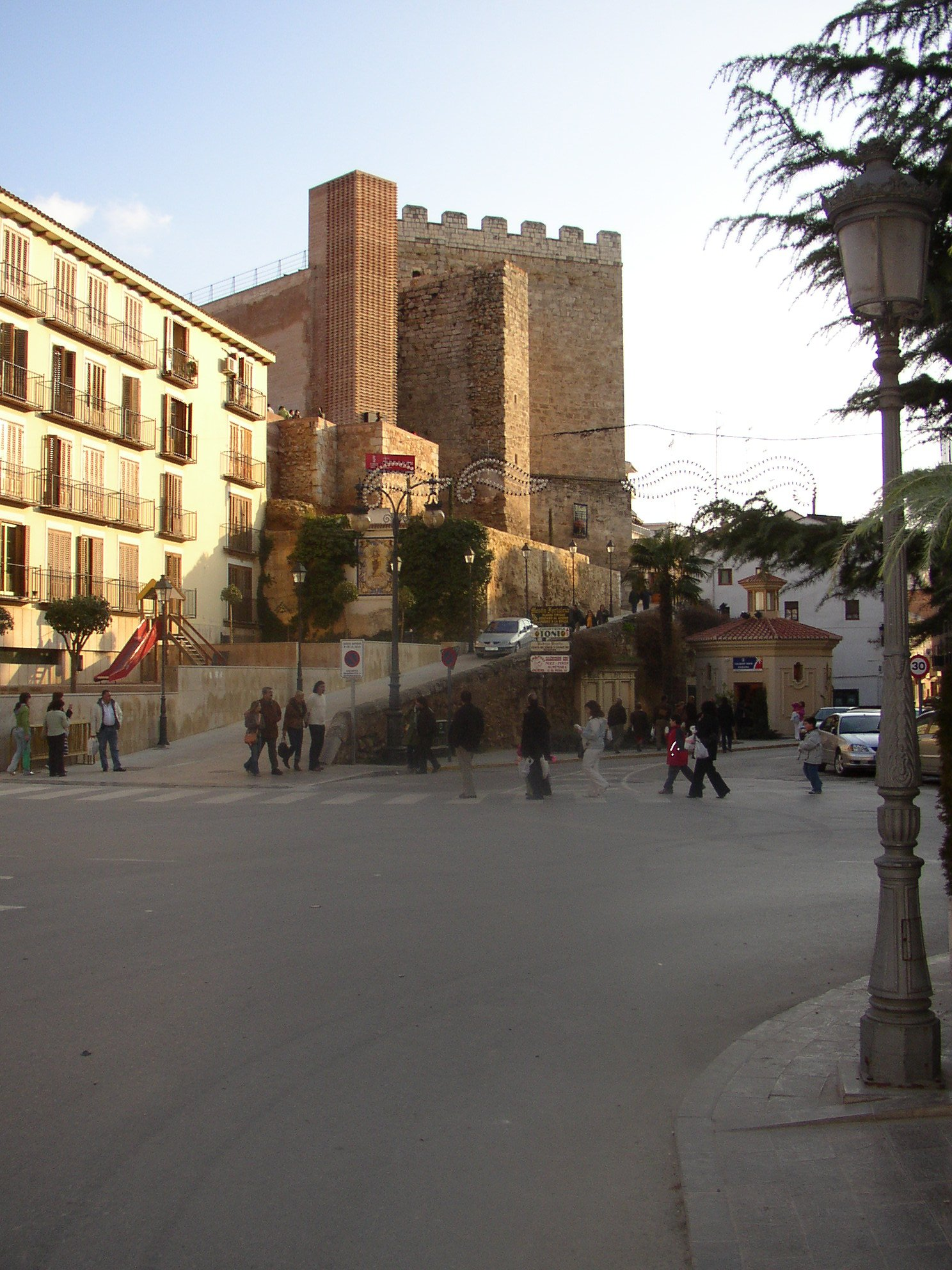
Fortaleza

- La Fortaleza. A finales del siglo XII se construye La Fortaleza. El estilo, modo de construcción y materiales empleados son mudéjares, las viviendas se adosan a la muralla en la parte sur.
- La Judería. Lugar de intercambio comercial, donde se reunían los gremios de artesanos, tanto en la plaza como en las calles adyacentes. Las calles tomaron los nombres de los oficios allí desarrollados.
- Medina. Una de las partes fundamentales de la ciudad medieval.
- Palacio del Cid. Reconstruido en el siglo XV, con sillares de piedra, destaca su alero y ajimeces. En la parte superior es notable su salidizo y se puede observar un precioso blasón perteneciente a la familia de los Pedrón. La leyenda ubica en el antiguo solar que hoy ocupa este edificio, la residencia que habitó el Cid Campeador.

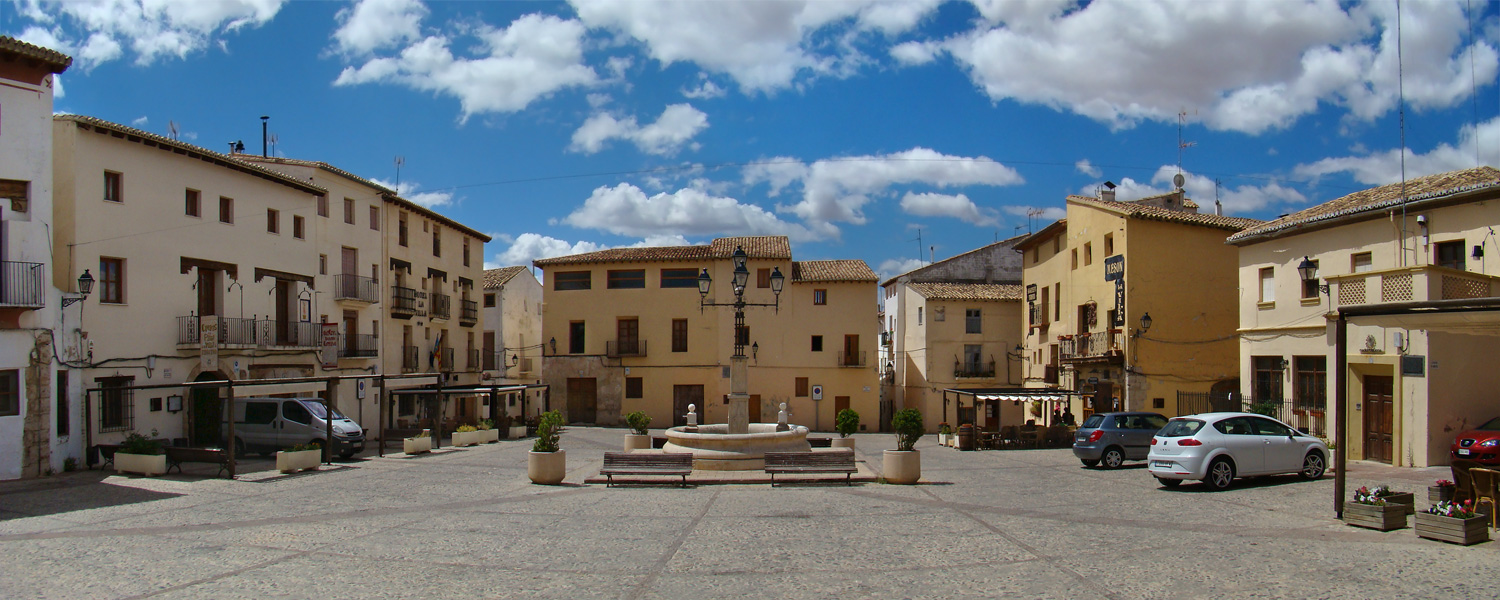
Plaza de la Villa

- Plaza de la Villa. Abierta en el siglo XVI, era la plaza Mayor de La Villa, siendo centro neurálgico de la localidad. En la actualidad está dedicada al Coronel Ruiz de Albornoz.
- Plaza del Castillo. Antiguo Patio de Armas del Castillo, en ella se construyeron casas adosadas a la muralla a finales del siglo XVIII. Excavaciones arqueológicas realizadas en ella descubrieron restos de la Edad del Bronce.
- Torre del Homenaje. Según la tradición, construida en el siglo X por los árabes en argamasa. Fue reconstruida en el siglo XV, por los cristianos de Castilla con sillares de piedra, de construcción sólida y traza sencilla.

En el exterior de la villa y en otros barrios se encuentran los siguientes monumentos:
- Convento de San Francisco. En el barrio de Las Peñas y construido en 1569. Sirvió de fuerte, presidio y hospital, estando en la actualidad sin uso y en estado de ruina.
- Estación de Viticultura. En el barrio de Arrabal. Edificio de estilo cubista, datado en 1910. En sus instalaciones cuenta con bodegas de elaboración y envejecimiento de vinos, dispone de una planta piloto dotada de las más modernas maquinarias vitivinícolas. La estación enológica cuenta con diversos laboratorios entre los que hay que destacar el recientemente instalado que reúne los equipos analíticos más sofisticados existentes en el mercado, y que puede considerarse como el más moderno de España.
- Fuente de los Patos. En el barrio del Arrabal, llamada también Pilón o Abrevadero del Portal.
- Fuente de los Regidores. En el barrio del Arrabal, era lugar de recepción oficial de los altos personajes que visitaban Requena.
- Fundación Lucio Gil Fagoaga. En el barrio de Las Peñas, es un edificio datado en el siglo XVIII que perteneció al filósofo Lucio Gil Fagoaga. Rehabilitado en 1985. En el interior del edificio se encuentra el museo-biblioteca que cuenta con más de 30 000 volúmenes, algunos de ellos incunables.
- Iglesia de San Sebastián. En el barrio de Las Peñas y del siglo XIV. Fue restaurada y ampliada en 1786. En 1999 en la rehabilitación de la techumbre se descubrió un artesonado mudéjar de madera.
- Iglesia del Carmen. En el barrio del Arrabal, antiguo convento de las carmelitas construido en el siglo XIII y terminado en el siglo XVIII. Originariamente de estilo gótico su interior es barroco. Destaca su zócalo de azulejería valenciana.

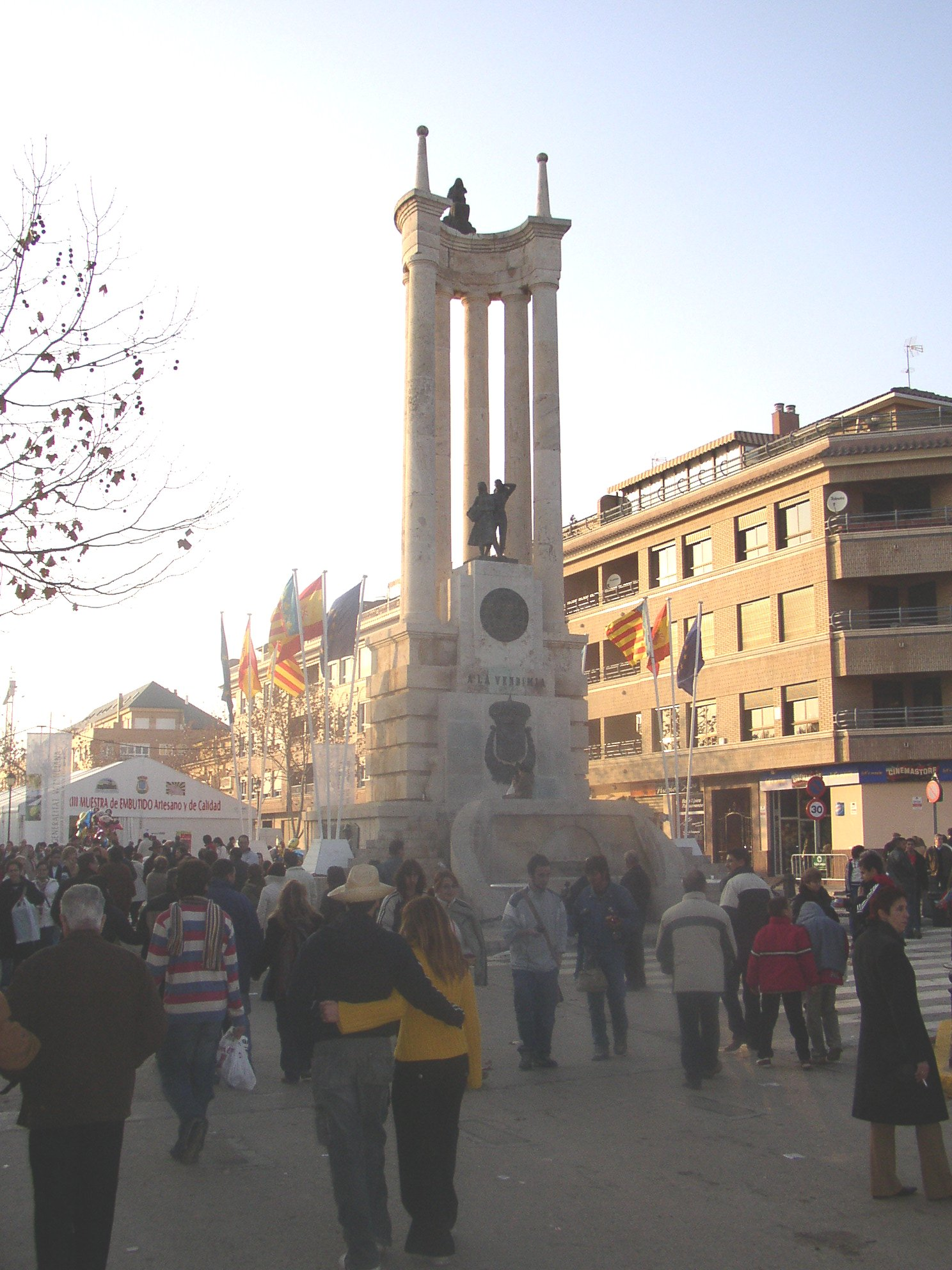
Monumento a la vendimia

- Monumento Universal a la Vendimia. En el barrio del Arrabal está construido en piedra y bronce y fue inaugurado en 1972. Obra del arquitecto Ricardo Roso y el escultor Esteve Edo.
- Plaza de Toros. Comenzada su construcción en 1877 tuvo que ser paralizada dos veces por la guerra carlista y una epidemia de cólera (véase: Pandemias de cólera en España). De fachada neomudéjar fue inaugurada el 17 de septiembre de 1901.
- Teatro Principal. Construido en 1952 sobre el antiguo Teatro Circo, constituye un ejemplo de arquitectura racionalista.
- Poblado Ibérico de la Muela de Arriba
- Castillo de Sardineros
- Finca Casa Nueva. Palacete de estilo modernista valenciano, obra de Demetrio Ribes Marco en 1905.
- Torre de telegrafía óptica de San Antonio de Requena
- Torre de telegrafía óptica del Cerro de la Atalaya de Requena
- Torre de telegrafía óptica del Rebollar
- Túneles. Recorren la roca del barrio de La Villa, fueron excavados durante el gran asedio que tuvo lugar desde 1706 en la guerra de Sucesión a la Corona española. Fue abierto al público en 2016 después de labores de acondicionamiento.[12]

### Fiestas locales

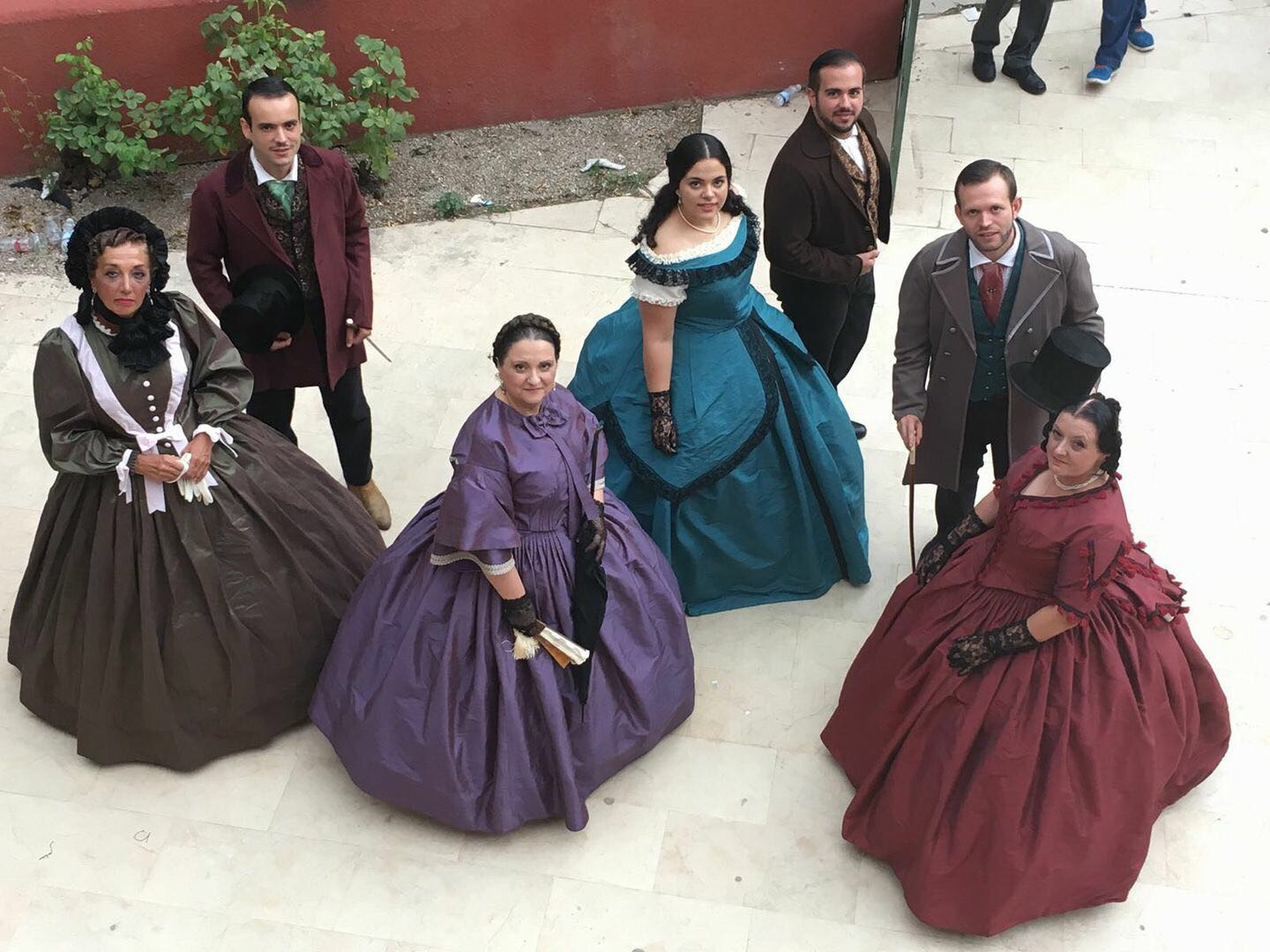
Grupo preparándose para bailar Los Lanceros. Museo Valenciano de Etnología

- Feria y Fiesta de la Vendimia.[13] A la antigua Feria medieval, reorganizada en el siglo XVIII, se le sumó en 1947, la fiesta de la Vendimia, declarada de Interés Turístico en 1967. Desde 1947, Requena celebra la fiesta de la Vendimia más antigua de España, en 2018 se celebrará su LXXI edición. Entre sus actos cabe destacar la Proclamación de la Reina Vendimial, Reinas y Damas de barrio en el Teatro Principal, la popular Noche de la Zurra, el Rally Humorístico,[14] la Noche del Labrador, la Noche del Vino, el Día del Requenense Ausente, el Pisado de uvas y la Bendición del mosto, la Ofrenda de Flores y Frutos a la Virgen de los Dolores, la Cabalgata o la Quema de la Fuente del Vino. Además se celebra Ferevin,[15] donde se pueden degustar los vinos de la comarca.
- Carnavales.[16] Celebrados en febrero, entre otros actos destacan la Proclamación del Rey Cepas, la mascarada, la carnavalada (concurso de letrillas), el desfile, la fiesta infantil o el Entierro de la Sardina.

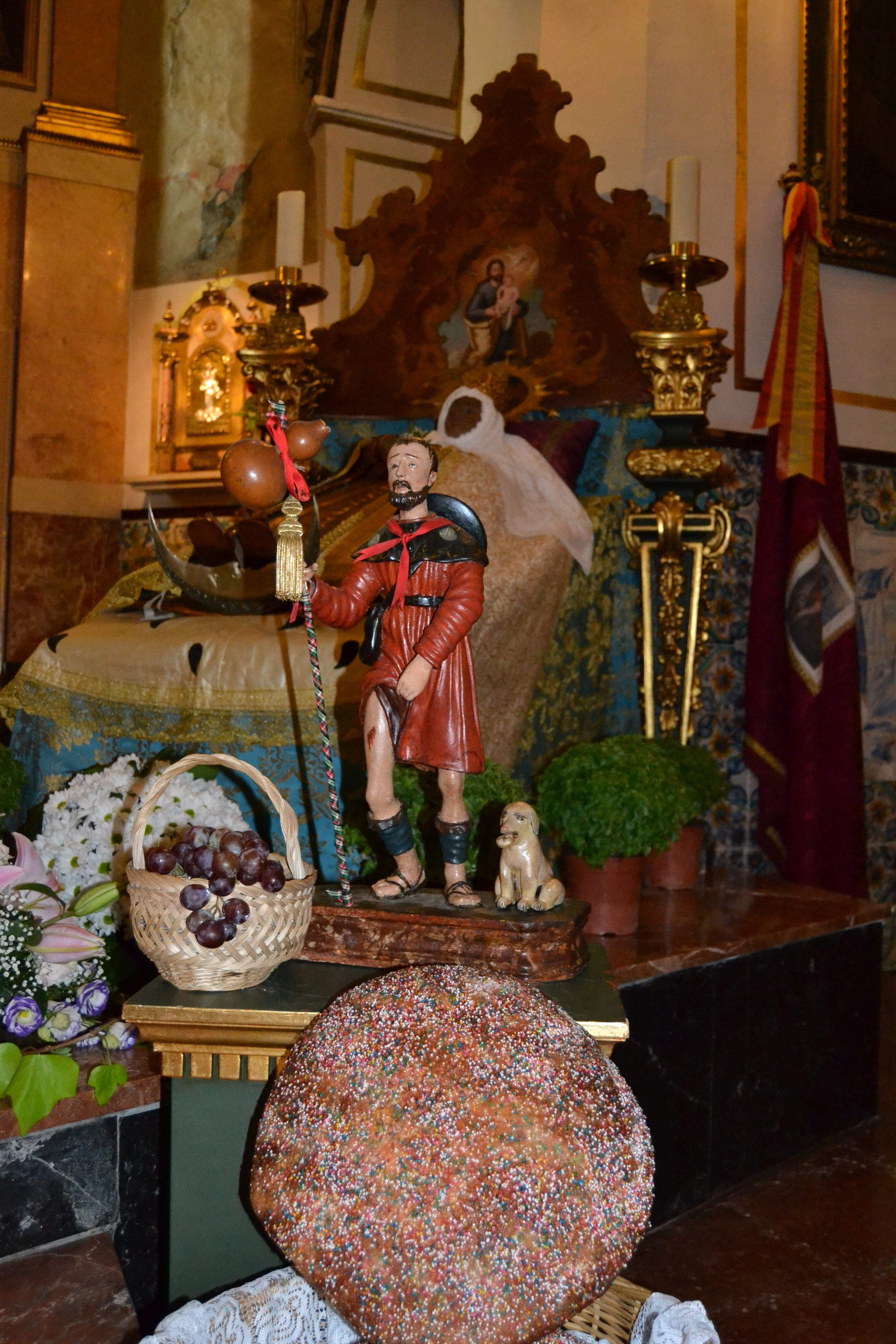
Imágenes de San Roque y la Virgen de Agosto, en la iglesia de San Nicolás. Sus celebraciones se producen muy próximas en el tiempo. Museo Valenciano de Etnología

- Fiestas patronales. Nuestra Señora de los Dolores y San Nicolás de Bari (6 de diciembre).
- Fiestas patronales de los barrios. Celebradas en invierno: San Nicolás de Bari, en El Arrabal; San Antón, en La Villa; San Sebastián, en Las Peñas; y la Virgen de la Caridad, en Las Ollerías. Estas fiestas se acompañan de hogueras, pasacalles del pan bendito con música y petardos, verbenas y las llamadas parás.
- Semana Santa.[17] La Semana Santa requenense destaca por su sobriedad y carácter austero.

### Gastronomía
Su gastronomía tradicional se compone principalmente de platos entre los que predominan los derivados del cerdo, como el arroz en cazuela, el morteruelo y el bollo con magras, además de patatas en caldo, gazpacho manchego, cachulí, arroz con bajocas, el ajo arriero y el alajú. Su cocina comparte ingredientes y elaboraciones con las tierras vecinas de la Manchuela.
Un producto requenense reconocido en la zona es el embutido del cerdo, siendo amparados por el Consejo Regulador del Embutido Artesano y de Calidad de Requena la longaniza, la morcilla, el chorizo, el salchichón, la sobrasada, el perro (popularmente más conocido como sangrigordo) y la güeña, estos dos últimos incluidos en el listado de productos diferenciados de la Unión Europea. En enero de 1997 el embutido se mostró en la European Fine Food 97 en Maastricht, donde el público los calificó de excelentes. En febrero se celebra la Feria del Embutido Artesano y de Calidad.

### Museos
- Museo de Arte Contemporáneo Florencio de la Fuente. El museo se encuentra en la Cuesta del Ángel del barrio de la Villa y posee las mejores obras de Florencio de la Fuente así como algunas obras de Miró, Dalí, Tàpies, Rueda, Torner, Valdés, Miquel Navarro, Francisco Bores, Mompó y José Bautista. También posee obras de jóvenes autores como Castrortega, Cristina López Ramírez y figuras del arte sudamericano como Guayasamín o japonés como Keiko Sato.
- Museo Municipal de Requena. Se creó en 1968 y está ubicado en el antiguo Convento de El Carmen. Actualmente ofrece colecciones permanentes sobre antropología y etnología inherentes a los antiguos pobladores de la comarca. También se encuentra en él el museo del vino,[19] sección dedicada a la enología, la viticultura y cuanto está relacionado con la vid y el vino.
- Museo de la vida rural y vitivinícola. Caserío de Sisternas. Casas de Eufemia.[20] Se encuentra a 16 kilómetros de Requena este museo-caserío que muestra la forma de vida que ha acompaña a la viticultura. Su "cabildero" y su esposa lo dirigen, cuidan y enseñan.
- Salas de Exposiciones. Antiguo mercado.
- Museo de la fiesta de la Vendimia. Se inauguró el 26 de agosto de 2013 gracias a un convenio que firmaron el Ayuntamiento de Requena y la Asociación Fiesta de la Vendimia para ceder el edificio, recientemente rehabilitado, de la calle Santa María 41 con el objetivo de poder utilizarse como museo o exposición permanente de la fiesta de la Vendimia.

### Deporte
- Aeródromo de Requena.[21] Situado cerca de El Rebollar permite, desde el verano de 2001, la práctica de deportes aéreos, compatibilizándolos con su utilización para la lucha contra los incendios forestales.
- Marcha cicloturista nacional.[22] Anualmente se celebra la marcha cicloturista nacional llamada Marcha Cicloturista 7 Picos, que suele celebrarse en el mes de mayo, y su nombre viene dado por los 7 picos por lo que transcurre (Negrete, La Mataparda, El Remedio, Las Peñas de Dios, Chulilla, Chera y Requena).
- Senderismo.[23] En la comarca existen unos 27 km del Sendero de Largo Recorrido GR7. Este Sendero nace en Cádiz, cruzando España hasta internarse en los Pirineos para, cruzando Europa, llegar a Budapest en Hungría. El GR7 cruza la comarca desde el Rebollar, cruzando por las faldas del Pico del Tejo y la Casa de Paula, hasta llegar a Villar de Olmos.
- Requena Rugby Club. Fundado en 2010, uno de los clubs más jóvenes de la Comunidad Valenciana.
- Club Fútbol Sala Requena[24]
- Carrera Restaurada de La Joya.[25] Es una carrera popular que tiene como lugar de salida la Playa del Albornoz (popularmente conocida como plaza de La Villa), cuenta con una carrera con perro, un recorrido corto para las categorías más jóvenes y otro más largo para el resto de participantes.

### En la ficción
En el videojuego Street Fighter, edición Alpha 3 max, Vega, el personaje español pelea a pies de la Requena Spiral Tower, una edificación que teóricamente representa algún monumento de la población, aunque desde Capcom no confirmaron en qué torre de Requena se inspira dicho escenario.

## Administración y política
| Elecciones municipales del 28 de mayo de 2023 | Elecciones municipales del 28 de mayo de 2023 | Elecciones municipales del 28 de mayo de 2023 | Elecciones municipales del 28 de mayo de 2023 | Elecciones municipales del 28 de mayo de 2023 |
| Partido político                              | Cabeza de lista                               | Votos                                         | Concejales                                    | % Votos                                       |
| --------------------------------------------- | --------------------------------------------- | --------------------------------------------- | --------------------------------------------- | --------------------------------------------- |
| Partido Socialista Obrero Español (PSPV-PSOE) | Mario Sánchez                                 | 3660                                          | 8                                             | 36,2                                          |
| Partido Popular (PPCV)                        | Rocio Cortés                                  | 3516                                          | 8                                             | 34,8                                          |
| Partido de Requena y Aldeas (PRyA)            | Joaquín González                              | 1409                                          | 3                                             | 13,9                                          |
| Vox                                           | Ezquiel Tena                                  | 890                                           | 2                                             | 8,8                                           |
| Podemos                                       | Ana Martín                                    | 298                                           | 0                                             | 2,9                                           |
| Izquierda Unida (EUPV)                        | Marta Alonso                                  | 185                                           | 0                                             | 1,8                                           |
| En blanco                                     |                                               | 152                                           | -                                             | 1,5                                           |

| Elecciones municipales del 26 de mayo de 2019 | Elecciones municipales del 26 de mayo de 2019 | Elecciones municipales del 26 de mayo de 2019 | Elecciones municipales del 26 de mayo de 2019 | Elecciones municipales del 26 de mayo de 2019 |
| Partido político                              | Cabeza de lista                               | Votos                                         | Concejales                                    | % Votos                                       |
| --------------------------------------------- | --------------------------------------------- | --------------------------------------------- | --------------------------------------------- | --------------------------------------------- |
| Partido Socialista Obrero Español (PSPV-PSOE) | Mario Sánchez                                 | 4792                                          | 13                                            | 50,98                                         |
| Partido Popular (PPCV)                        | Javier Berasaluce Ramos                       | 2114                                          | 5                                             | 22,49                                         |
| Ciudadanos (Cs)                               | Faustino Navarro                              | 721                                           | 1                                             | 7,58                                          |
| Partido de Requena y Aldeas (PRyA)            | Joaquín González                              | 631                                           | 1                                             | 6,71                                          |
| Podemos                                       | Juan García Escrivá                           | 547                                           | 1                                             | 5,82                                          |
| Vox                                           | Juan Manuel Hernández                         | 311                                           | 0                                             | 3,31                                          |
| Izquierda Unida (EUPV)                        | Antonio Moya                                  | 211                                           | 0                                             | 2,24                                          |
| En blanco                                     |                                               | 81                                            | -                                             | 0,86                                          |

| Elecciones municipales del 24 de mayo de 2015                   | Elecciones municipales del 24 de mayo de 2015 | Elecciones municipales del 24 de mayo de 2015 | Elecciones municipales del 24 de mayo de 2015 | Elecciones municipales del 24 de mayo de 2015 |
| Partido político                                                | Cabeza de lista                               | Votos                                         | Concejales                                    | % Votos                                       |
| --------------------------------------------------------------- | --------------------------------------------- | --------------------------------------------- | --------------------------------------------- | --------------------------------------------- |
| Partido Socialista Obrero Español (PSPV-PSOE)                   | Mario Sánchez                                 | 3388                                          | 8                                             | 34,30                                         |
| Partido Popular (PPCV)                                          | Javier Berasaluce Ramos                       | 3123                                          | 7                                             | 31,64                                         |
| Requena Participa (agrupación de electores formada por Podemos) | Juan García Escrivá                           | 1273                                          | 3                                             | 12,90                                         |
| Izquierda Unida (EUPV)                                          | Elías Ramírez                                 | 642                                           | 1                                             | 6,50                                          |
| Ciudadanos (Cs)                                                 | Juan Miguel Cebrián                           | 641                                           | 1                                             | 6,49                                          |
| Partido de Requena y Aldeas (PRyA)                              | Joaquín González                              | 540                                           | 1                                             | 5,47                                          |
| En blanco                                                       |                                               | 263                                           | -                                             | 2,66                                          |

| Elecciones municipales del 22 de mayo de 2011 | Elecciones municipales del 22 de mayo de 2011 | Elecciones municipales del 22 de mayo de 2011 | Elecciones municipales del 22 de mayo de 2011 | Elecciones municipales del 22 de mayo de 2011 |
| Partido político                              | Cabeza de lista                               | Votos                                         | Concejales                                    | % Votos                                       |
| --------------------------------------------- | --------------------------------------------- | --------------------------------------------- | --------------------------------------------- | --------------------------------------------- |
| Partido Popular (PPCV)                        | Javier Berasaluce Ramos                       | 5667                                          | 11                                            | 54,40                                         |
| Partido Socialista Obrero Español (PSPV-PSOE) | Adelo Montés Diana                            | 3803                                          | 8                                             | 36,50                                         |
| Izquierda Unida (EUPV)                        | Fernando Navarro Giménez                      | 949                                           | 2                                             | 9,10                                          |
| En blanco                                     |                                               | 311                                           | -                                             | 92                                            |

| Elecciones municipales del 27 de mayo de 2007 | Elecciones municipales del 27 de mayo de 2007 | Elecciones municipales del 27 de mayo de 2007 | Elecciones municipales del 27 de mayo de 2007 | Elecciones municipales del 27 de mayo de 2007 |
| Partido político                              | Cabeza de lista                               | Votos                                         | Concejales                                    | % Votos                                       |
| --------------------------------------------- | --------------------------------------------- | --------------------------------------------- | --------------------------------------------- | --------------------------------------------- |
| Partido Socialista Obrero Español (PSPV-PSOE) | Adelo Montés Diana                            | 4767                                          | 11                                            | 46,02                                         |
| Partido Popular (PPCV)                        | Javier Berasaluce Ramos                       | 4410                                          | 10                                            | 42,58                                         |
| Izquierda Unida (EUPV)                        | Emilio Pérez Villanueva                       | 475                                           | 0                                             | 4,59                                          |
| Centro Democrático Liberal (CDL)              | Rosalía Gil-Orozco Esteve                     | 393                                           | 0                                             | 3,79                                          |
| España 2000 (E-2000)                          | Eduardo Arocas Nuévalos                       | 60                                            | 0                                             | 0,58                                          |
| En blanco                                     |                                               | 253                                           | -                                             | 2,44                                          |

| Elecciones municipales del 25 de mayo de 2003 | Elecciones municipales del 25 de mayo de 2003 | Elecciones municipales del 25 de mayo de 2003 | Elecciones municipales del 25 de mayo de 2003 | Elecciones municipales del 25 de mayo de 2003 |
| Partido político                              | Cabeza de lista                               | Votos                                         | Concejales                                    | % Votos                                       |
| --------------------------------------------- | --------------------------------------------- | --------------------------------------------- | --------------------------------------------- | --------------------------------------------- |
| Partido Socialista Obrero Español (PSPV-PSOE) | Adelo Montés Diana                            | 4600                                          | 8                                             | 41,89                                         |
| Partido Popular (PPCV)                        | Mª Enma Iranzo Martín                         | 4415                                          | 7                                             | 40,02                                         |
| Organización Independiente Valenciana (OIV)   | Julián Sánchez                                | 1208                                          | 2                                             | 11,0                                          |
| Esquerra Unida-L'Entesa                       | Emilio Pérez Villanueva                       | 535                                           | 0                                             | 4,59                                          |
| En blanco                                     |                                               | 224                                           | -                                             | 2,04                                          |

| Periodo   | Nombre                                          | Partido        |
| --------- | ----------------------------------------------- | -------------- |
| 1979-1983 | Tomás Berlanga García                           | UCD            |
| 1983-1987 | Tomás Berlanga Regino Díez Jalón Mercedes Peris | Independientes |
| 1987-1991 | Antonio Monteagudo Luján                        | PSPV-PSOE      |
| 1991-1995 | Antonio Monteagudo Luján Flor Mercedes Cebrián  | PSPV-PSOE      |
| 1995-1999 | Emma Iranzo Martín                              | PP             |
| 1999-2003 | Emma Iranzo Martín                              | PP             |
| 2003-2007 | Adelo Montés Diana                              | PSPV-PSOE      |
| 2007-2011 | Adelo Montés Diana                              | PSPV-PSOE      |
| 2011-2015 | Javier Berasaluce Ramos                         | PP             |
| 2015-2019 | Mario Sánchez González                          | PSPV-PSOE      |
| 2019-2023 | Mario Sánchez González                          | PSPV-PSOE      |
| 2023-act. | Rocío Cortés Grao Mario Sánchez González        | PP PSPV-PSOE   |

## Localidades hermanadas
- Baler (Filipinas)